# Phare Milnerton
Le phare Milnerton (en anglais : Milnerton Lighthouse)  est un phare situé à Milnerton en Afrique du Sud. 

## Caractéristiques
Le phare est une tour ronde, blanche, d'une hauteur de 21 mètres, qui s'élève à 27 mètres au-dessus de l'océan.

## Codes internationaux
- ARLHS[2] : SAF-017
- NGA : 113-25976
- Admiralty[3] : D 5910